# La decima vittima
La decima vittima (Brasil: A Décima Vítima) é um filme ítalo-francês de 1965, dos gêneros ação, comédia e ficção científica, dirigido por Elio Petri, baseado no conto Seventh Victim, de Robert Sheckley.

## Sinopse
Num futuro próximo, as guerras são evitadas com a oportunidade dada a pessoas com índole violenta de matar a outros num jogo de vida ou morte chamado 'A Grande Caçada', forma de entretenimento mais popular do mundo e que atrai pessoas em busca de riqueza. 

## Elenco
- Marcello Mastroianni.... Marcello Polletti
- Ursula Andress.... Caroline Meredith
- Elsa Martinelli.... Olga
- Massimo Serato.... advogado
- Salvo Randone.... professor
- Milo Quesada.... Rudi
- Luce Bonifassy.... Lidia